# Dichaetomyia fulvitarsis
Dichaetomyia fulvitarsis är en tvåvingeart som beskrevs av Malloch 1925. Dichaetomyia fulvitarsis ingår i släktet Dichaetomyia och familjen husflugor. Inga underarter finns listade i Catalogue of Life.